# 张绍铃
张绍铃（1961年12月15日—），福建福安人，南京农业大学教授、博士生导师，中国工程院院士，在日本三重大学取得博士学位。2008年，入选国家梨产业技术体系首席科学家。2011年，获国家科学技术进步奖二等奖。